# Georg Clompe
Georg Clompe magyaros névalakban Clompe György (? – Höltövény, 1782. május 29.) evangélikus lelkész.

## Élete
Brassói származású, a gimnáziumot 1734-től szülővárosában járta, azután Görlitzben és 1742-ben Halléban tanult. Visszaérkezvén hazájába, 1744-ben segédtanár lett a brassói polgári iskolánál, azután lelkész Höltövényben, 1758-ban Mártonhegyen, 1760-ban Brassóban, végül 1765-ben ismét Höltövényben.
Fia Georg Franz Klompe (1747–1828) Bécsben katolikus hitre tért; pályafutásának csúcsán a brassói kerület bírájaként tevékenykedett, és 1815-ben von Kronberg előnévvel nemességet kapott.

## Munkái
Georgii Clompe Corona Transilvani Causae, cur doctissimus quisque non semper sit doctor optimus, expositae 1742. octob. Gorlicii.